# Lluís Valeri i Sahís
Lluís Valeri i Sahís (Barcelona, 18 de setembre de 1891 - Barcelona, abril de 1971) fou un poeta català.

## Biografia
Va néixer al carrer dels Mercaders de Barcelona, fill del mestre d'obres Joan Valeri i Angla (1840-1919), natural d'Oristà, i de Dolors Sahís i Morell, natural de Barcelona. Es llicencià en lletres i en dret i exercí la carrera d'advocat. La seva poesia va ser influïda per autors com Carles Riba i Josep Maria López-Picó. Va prendre com a model els clàssics catalans, amb una marcada influència d'Ausiàs March i també del parnassianisme. Posteriorment evolucionà cap a una poesia èpica de clara ascendència dantesca.
Va participar diverses vegades als Jocs Florals de Barcelona i va guanyar-hi el premi de la Viola d'or i d'argent pel poema Rims dispersos el 1915 i el segon accèssit a la Flor Natural per Lays del poeta amant a una visió de mort el 1911.

## Obra
- La vida nua (1921)
- Boires i estrelles (1948)
- Poema de l'amor i Eva (1950)
- Somni de la vida eterna (1952)
- L'íntim combat (1953)
- Camps Elisis (1954)
- Beatituds (1955)
- Missatge de les roses (1956)
- Sota el signe d'Àries (1958)
- Rèquiem per a Carles Riba (1960)
- Salms (1966)
- Escala de Jacob (1967)

Poemes presentats als Jocs Florals de Barcelona
- Lays del poeta amant a una visió de mort (1911), segon accèssit a la Flor Natural[5]
- Rims dispersos (1915), premi de la Viola d'or i d'argent[4]
- El càntic nou (1920)
- Les follies (1934)
- El càntic nou (1934)